# Archiv für Alternativkultur
Das Archiv für Alternativkultur in Berlin wurde 1995 gegründet und dem Institut für Europäische Ethnologie der Humboldt-Universität zu Berlin für Forschungszwecke gestiftet. Es ist Teil der Berlin-Brandenburgischen Landesstelle für Alltagskultur (ehemals Landesstelle für Berlin-Brandenburgische Volkskunde).

## Alternativkultur
Aus den nachgelassenen Beständen des Literarischen Informationszentrum von Josef Wintjes (1947–1995) in Bottrop enthält das Archiv eine große Sammlung von Druckerzeugnissen aus der deutschsprachigen Alternativbewegung der 1960er- bis 1980er-Jahre, die unter dem Sammelbegriff Alternativpresse publiziert wurden. Josef Wintjes gründete 1969 das nonkonformistische literarische Informationszentrum und war mit der Herausgabe des Ulcus Molle Infos eine Institution der damaligen Untergrund- und Alternativzeitschriften. Das Info diente der Diskussion und für Rezensionen der von Klein- und Selbstverlegern herausgegebenen nonkonformistischen Publikationen.

## Archiv
Der Nachlass umfasst literarisches und politisches Archivmaterial, das unter dem Namen Archiv für Alternativkultur – Sammlung Josef Wintjes zur Verfügung steht. Es handelt sich um eine Sammlung der dokumentierten Geschichte der Neuen sozialen Bewegungen, bestehend unter anderem aus Zeitschriften, Broschüren, Raubdrucken und Plakaten aus dem Zeitraum von Mitte der 1960er- bis 1990er-Jahre. Darüber hinaus wurden in den letzten Jahren auch Privatbestände von Kleinverlegern und Einzelpersonen dem Archiv übertragen. 1997 fand in der Kleinen Humboldt-Galerie der Humboldt-Universität zu Berlin eine Ausstellung statt unter dem Namen „Zentralorgane der Underground- und Szeneblätter von 1968–1980“. Aus diesem Anlass erschien eine Sonderausgabe der Berliner Blätter zur Information und wissenschaftlichen Darstellung und Untersuchung. Die heutige Materialsammlung in der Datenbank des Archives für Alternativkultur besteht aus etwa 1.600 Titeln der Themengruppen Literatur, Kunst, Kultur, Politik, Stadtzeitungen, Anarchismus, Dritte Welt, Buchkataloge, Homosexuellen-, Studenten-, Frauen- und Gefängniszeitschriften, Indianer, Magisterarbeiten, Zeitungsausschnitte, Video- und Audiokassetten.
Das auch in Berlin beheimatete Archiv der Jugendkulturen sammelt ebenfalls Untergrundzeitschriften bzw. in Klein- und Selbstverlagen erschienene Publikationen. Der Fokus liegt allerdings vor allem auf Szenen wie Punk, Graffiti oder Techno, u. a. besitzt das Archiv der Jugendkulturen eine umfangreiche Sammlung an Fanzines (u. a. aus der Science-Fiction-Fanszene, der Punkszene oder aus queer-feministischen Zusammenhängen).